# Gilles Panizzi

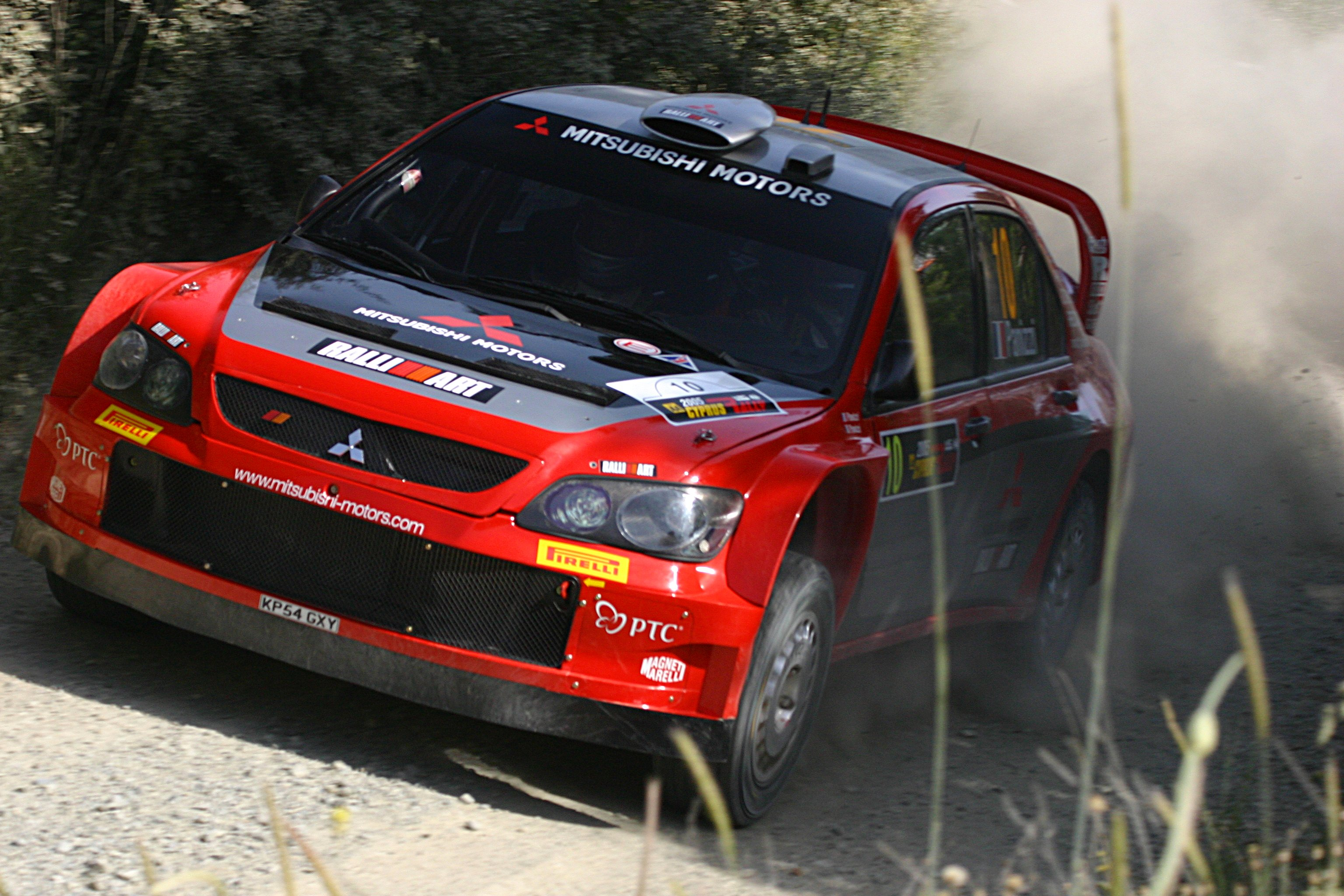
Ral·li de Xipre 2005.

Gilles Panizzi (Roquebrune-Cap-Martin, França, 19 de setembre de 1965) és un pilot de ral·lis francès. Guanyador del Campionat de França de Ral·lis els anys 1996 i 1997 amb Peugeot, fou durant molts anys un habitual del Campionat Mundial de Ral·lis on realitzà destacades actuacions, sobreot en ral·lis d'asfalt, aconseguint al llarg de la seva carrera 7 victóries: 3 Ral·li de Sanremo (2000, 2001 i 2002), 2 Ral·li de Catalunya (2002 i 2003) i 2 Tour de Còrsega (2000 i 2002).
Fou pilot oficial Peugeot al Campionat Mundial de Ral·lis entre 1999 i 2003, període en què aconseguí totes les seves victóries del Mundial. Posteriorment, les temporades 2004 i 2005 fou pilot de la marca Mitsubishi, aconseguint com a millor resultat un 3r lloc al Ral·li Monte-Carlo.L'any 2006 realitzà la seva última temporada al WRC a l'equip oficial Skoda Motorsport.
Com a curiositat cal dir que el seu copilot és el seu germà Hervè Panizzi.